# European Association of Energy Service Companies
European Association of Energy Service Companies (eu.ESCO) er en sammenslutning af europæiske energiselskaber, som blev grundlagt i 2009 af European Building Automation and Controls Association (eu.bac).  
Formålet er at bidrage  og implementere energibesparelser, specielt i ejendomme og bygningskomplekser.
Sammenslutningen har udviklet og standardiseret procedurer omkring energibesparelser, på grundlag  af Kyoto-aftalen,  hvor man forpligter sig til at begrænse og senere reducere udledningen af kuldioxid og drivhusgasser.

## Ekstern henvisning og kilde
- eu.ESCOs hjemmeside (engelsk) Arkiveret 19. januar 2012 hos  Wayback Machine